# Paix de Prague
La paix de Prague est un traité de la guerre de Trente Ans signé le 30 mai 1635 entre l’empereur Ferdinand II de Habsbourg et la Ligue catholique avec l'électeur Maximilien Ier de Bavière à sa tête d'un côté et l’électeur Jean-Georges Ier de Saxe de l'autre. Pendant la guerre de Trente Ans, ce traité de paix a mis fin au conflit entre l'empereur catholique et les États protestants, après avoir été ratifié par la plupart des princes, à l'exception du duc Bernard de Saxe-Weimar et du landgrave Guillaume V de Hesse-Cassel.
Néanmoins, une paix durable dans l'ensemble du Saint-Empire n'a pu être atteinte : la France et la Suède ont poursuivi la lutte contre la monarchie de Habsbourg et ses alliés, y compris les Pays-Bas espagnols. Ce ne fut qu'après 13 années de guerre que les traités de Westphalie signés en 1648 apportèrent la paix, confirmant en grande partie les dispositions de l'accord de Prague.

## Contexte

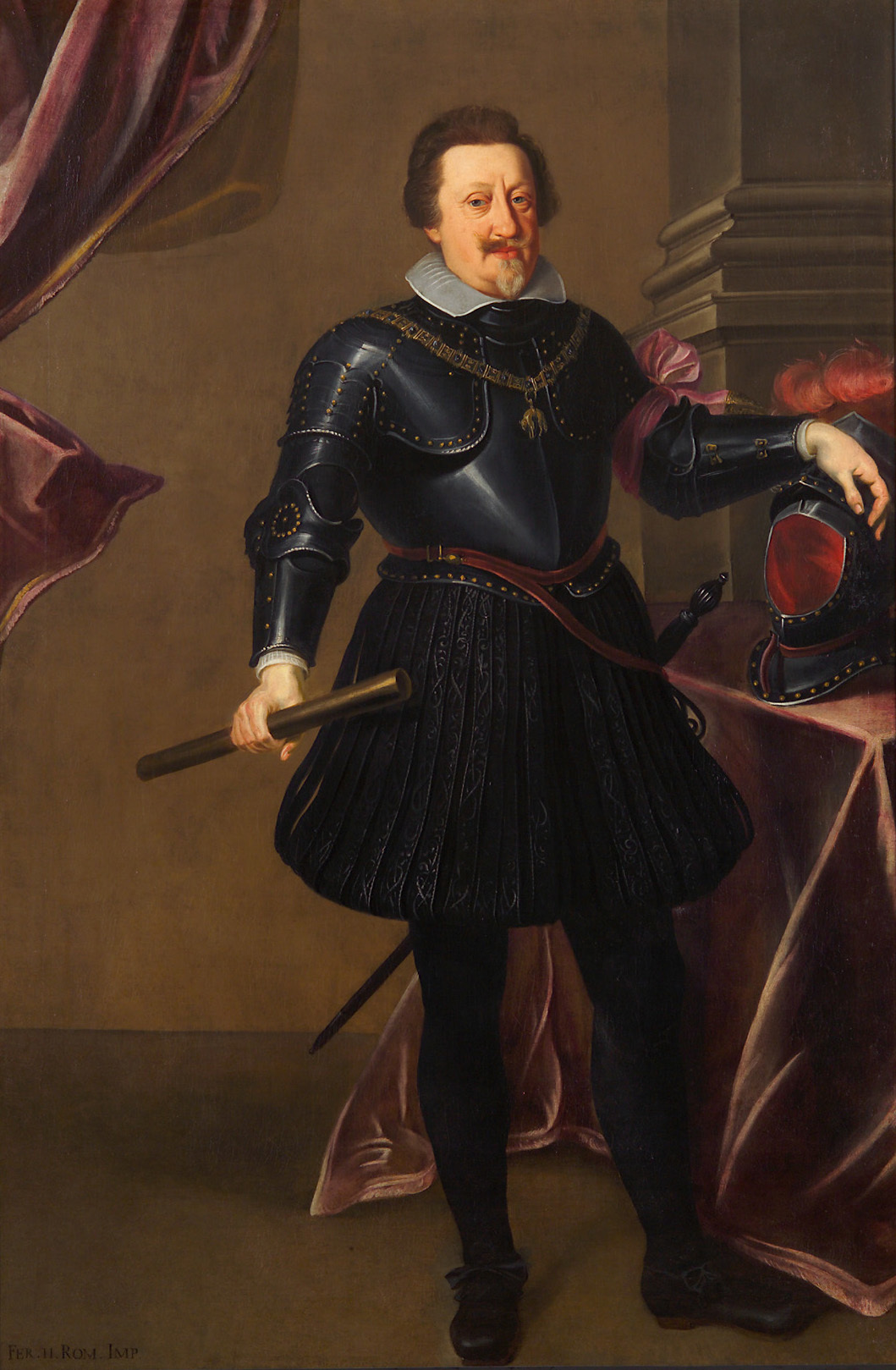
Portrait de l'empereur Ferdinand II, vers 1635.

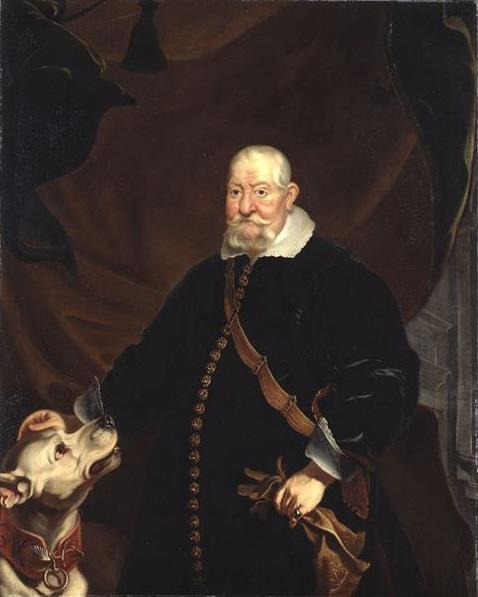
Portrait de l'électeur Jean-Georges Ier de Saxe, vers 1652.

Durant les ravages de la guerre, l'électeur Jean-Georges Ier de Saxe, l'un des plus puissants princes protestants, avait essayé de rester neutre. Cependant, après le sac de Magdebourg en 1631 et les attaques ultérieures du général impérial Jean t'Serclaes de Tilly sur les villes de Mersebourg et Leipzig, les forces saxonnes s'allièrent avec les Suédois pour battre l'armée de la Ligue catholique à Breitenfeld. 
La situation fut corrigée en 1632, lorsque le roi Gustave II Adolphe a été tué à la bataille de Lützen. Les forces impériales reprirent l'initiative et, en 1634, ont vaincu les Suédois à Nördlingen. Jean-Georges Ier, n'ayant jamais été un féroce opposant de l'autorité impériale, commença à négocier la paix lors des différentes réunions de ses envoyés avec l'archiduc Ferdinand III, fils de l'empereur, à Eilenbourg, à Pirna et à Leitmeritz.

## Contenu
Pendant de longs mois de négociations, les deux parties ont fixé un objectif consistant à rétablir la paix entre l'empereur et les États protestants. Pour le souverain, l'enjeu principal était de parler d'une seule voix contre les ennemis français et suédois, et d'obtenir une aide militaire contre les envahisseurs.
La paix de Prague fut signée le 30 mai 1635. À titre de concession envers la partie protestante, l'édit de Restitution était suspendu pour une période de 40 ans, après quoi l'empereur pourrait décider du règlement religieux. La situation religieuse et territoriale de l'année devait revenir à celle du 12 novembre 1627, trois ans avant l'invasion des Suédois qui ne devraient pas en profiter. Néanmoins, dans les pays des Habsbourg, les mesures de la recatholisation n'ont pas été annulées. Les souverains protestants des évêchés et des abbayes impériales n'étaient représentés au banc ecclésiastique de la Diète d'Empire, à l'exception du prince Auguste de Saxe-Weissenfels, administrateur de l'archevêché de Magdebourg.
Les États ayant combattu l'empereur furent graciés, à l'exclusion de ceux qui s'étaient déclarés avant l'invasion : les États protestants en Bohême, les descendants du roi d'un hiver Frédéric V du Palatinat, le landgrave de Hesse-Cassel et les ducs de Brunswick-Lunebourg.
Il existait une interdiction générale des alliances avec des pouvoirs étrangers, appliquée équitablement à tous les États protestants et catholiques. L'empereur lui-même devrait avoir sa propre armée impériale pour éliminer ainsi du Saint-Empire les envahisseurs.
La principale modification territoriale réside dans le fait que Jean-Georges Ier de Saxe obtient définitivement les Lusaces. Via des accords distincts annexés au traité, les margraviats de la Haute- et de la Basse-Lusace, deux pays de la couronne de Bohême, furent inféodés par Ferdinand II à l'électorat de Saxe, dont les souverains les gouvernaient en union personnelle. La raison qui sous-tend la remise était l'assistance militaire par Jean-Georges Ier pendant la fronde des nobles de Bohême au début de la guerre. L'empereur n'a jamais pu rembourser ses dettes de guerre.

## Conséquences
La paix de Prague était ouverte à toute entité impériale qui voulait accepter ses termes. Bien vite, beaucoup d'États protestants promulguèrent la paix, y compris les ducs de Saxe-Cobourg, de Holstein, de Mecklembourg, de Poméranie et de Wurtemberg, les princes d'Anhalt, les landgraves de Hesse-Darmstadt et les margraves de Bade, ainsi que les villes libres de Francfort, Heilbronn, Lübeck, Memmingen, Nuremberg, Spire, Ulm et Worms. Quelques mois plus tard, l'électeur Georges-Guillaume Ier de Brandebourg et le duc Georges de Brunswick-Calenberg ont à leur tour adhéré à l'accord. Seul le landgrave Guillaume V de Hesse-Cassel poursuit la lutte contre l'empereur en Frise orientale.
Dans la période qui suivit, Ferdinand II a pu user de l'opposition générale aux Suédois pour améliorer ses relations avec le roi Christian IV de Danemark intéressé pour minimiser l'influence de la Suède dans la région de la mer Baltique. Dans les pays allemands, l'inimitié suscite une période de patriotisme ; néanmoins, le nombre de mercenaires qui désertèrent de l'armée suédoise reste très faible. D'autre part, la suppression des alliances avec la Saxe et le Brandebourg a permis au chancelier suédois Axel Oxenstierna d'accroître la pression sur la France pour augmenter son soutien financier. 
La paix de Prague a été une étape importante pour la préparation des traités de Westphalie. Toutefois, comme prévu par des observateurs contemporains tels que le général Hans Georg von Arnim, elle ne réussit à atteindre la cessation des hostilités. L'empereur n'a entrepris aucune démarche pour intégrer les puissances extérieures de la Suède et de la France. Cependant, sa supposition de pouvoir chasser leurs forces de l'Empire s'est révélée être une erreur fondamentale. Ironiquement, cette paix contribua aussi à la poursuite de la guerre, car l'électeur de Brandebourg signa à la condition que la Suède soit d'accord pour lui céder la Poméranie occupée. La Suède, évidemment, ne pouvait pas accepter la perte de son pied-à-terre sur la rive sud de la mer Baltique. En France, le cardinal de Richelieu n'avait aucune raison de modifier sa politique d'alliances contre les Habsbourg.